# Pigeon à masque blanc
Columba larvata
Espèce
Synonymes
- Aplopelia larvata

Statut de conservation UICN

 LC  : Préoccupation mineure
Le Pigeon à masque blanc, (Columba larvata), également appelée Tourterelle à masque blanc, Tourterelle du Cameroun, Tourterelle citrine ou Colombe à cou bronzé, est une espèce d'oiseaux appartenant à la famille des Columbidae.

## Description

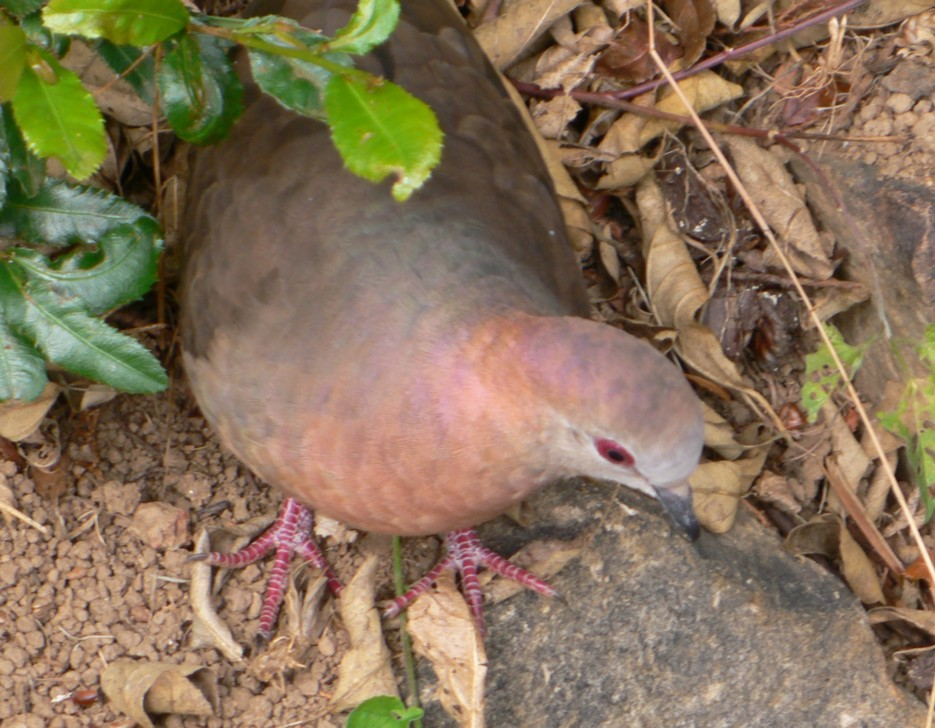
Une femelle.

Cet oiseau mesure de 25 à 29 cm pour une masse de 85 à 170 g.
L'avant de la tête et du cou sont blanc sale, l'arrière et le haut du dos rose mauve foncé avec des reflets bronze et verdâtres. Les parties inférieures sont rose mauve avec quelques iridescences vertes sur la poitrine et plutôt brunes sur les flancs. Les sous-caudales sont châtain. Le dessus du corps et les rectrices médianes brun roux olivâtre. Les rectrices externes sont noires avec l'extrémité grise. Le bec est noir. Les iris sont rose saumon et les cercles oculaires rouge foncé.
La femelle est généralement plus sombre mais ce dimorphisme sexuel peu marqué varie selon les sous-espèces.

## Répartition
Cet oiseau vit dans les forêts sempervirentes des montagnes d'Afrique subsaharienne.

## Sous-espèces
Selon la classification de référence du Congrès ornithologique international (14.2, 2024) il existe 7 sous-espèces :
- Columba larvata inornata (Reichenow, 1892) — façade nord du golfe de Guinée
- Columba larvata principalis (Hartlaub, 1866) — Principe
- Columba larvata simplex (Hartlaub, 1849) — Sao Tomé
- Columba larvata bronzina Rüppell, 1837 — sud-est du Soudan et Éthiopie
- Columba larvata larvata Temminck, 1809 — du Soudan du Sud à l'Afrique du Sud
- Columba larvata jacksoni (Sharpe, 1904) — de l'Ouganda à l'Afrique du Sud
- Columba larvata samaliyae (White,CMN) 1948 — Angola, sud de la RDC et nord de la Zambie